# برج ویژن
برج ویژن (انگلیسی: Vision Tower) ساختمان اداری ۵۱ طبقه مستقر در شهر دبی، امارات متحده عربی است، که در سال ۲۰۱۱ احداث گردید.